# Tóta W. Árpád
Tóta Árpád Béla (Budapest, 1977. április 28. –),  írói nevén Worluk, magyar újságíró, publicista, kritikus, blogger.

## Életpályája
Eredeti szakmája angoltanár, de nem gyakorolja. Elsősorban médiakritikákat és közéleti publicisztikákat ír. Cikkei a Magyar Hírlap és az Index oldalain lettek a legismertebbek. Egy gyermeke van.
2003 és 2006 között Pilóta Rádió néven internetes adássorozatot készített Kiricsi Zoltánnal közösen.
2007 márciusától a Nemzeti Fejlesztési Ügynökség európai uniós és a Miniszterelnöki Hivatal hazai forrásból vállalt finanszírozásából és megbízásából, M. Tóth Géza rendezésében készülő Modern képmesék című ismeretterjesztő animációs filmsorozat szövegírója lett, amelyet a Magyar Televízió (MTV) 2008 januárjában kezdett sugározni.
Az első magyar internetes újságíró, aki Joseph Pulitzer-emlékdíjat kapott.
2011 augusztusában távozott az Indextől a Hvg.hu-hoz.
2021-ben a Kúria Magyar ember nem lop, csak kalandozik című, „a magyar nemzet közösségének méltóságát sértő” publicisztikájáért a HVG-t 400 000 forint sérelemdíj megfizetésére kötelezte.
2023-ban mobil gyerekújságot indított Kispolgár néven, részben amerikai támogatásból.

## Könyvei
- Eljövetel (2006, Konkrét Könyvek, ISBN 9789637424151 )
- 2020 őszén elkezdett egy közös könyvön dolgozni Bayer Zsolttal.[11]

## Kitüntetései
- Joseph Pulitzer-emlékdíj (2003)
- Voltfolió (2003)

## Külső hivatkozások
- tóta w. árpád - archívum a Wayback Machine-ben (2014. március 17.)
- Blogja
- A Modern Képmesék blogja
- Az Eljövetel honlapja
- Blogos kritikája
- Tóta W. a HVG-n
- Kispolgár gyerekújság

### Vele készített interjúk
- Interjú Tóta W. Árpáddal az Alternatívában
- Tóta W.: Nem szeretnék Alekoszként jelen lenni (FN.hu, 2011. szeptember 2.)